# طرابزون سبور
نادي طرابزون الرياضي (بالتركية: Trabzonspor Kulübü)‏ ويعرف باسم طرابزون سبور تأسس في 2 أغسطس عام 1967 هو نادٍ رياضي تركي ومقره في طرابزون وهو أحد الأربعة الكبار في كرة القدم التركية. خاصة أنه النادي المعروف بفرع كرة القدم، فهو واحد من خمس أندية الذين حصلوا على البطولة في تاريخ بطولات كرة القدم الاحترافية وهو النادي الناجح الأول في الأناضول الذي حصل على البطولة. الرئاسة العامة للنادي يقوم بها إبراهيم هاجه عثمان أوغلو. فمجلس الإدارة ينفصل عن فرع كرة السلة، أما رئاسة هذا الفرع يتولاها محمد يغيت ألب. يمثل نادي طرابزون سبور في فروع كرة القدم (رجال وسيدات)، كرة السلة وكرة اليد بشكل فعال في مستوى الدوري للمرة الأولى. وبجانب هذه الفروع السباحة، الجودو والرماية. واعتباراً من 25 اغسطس 2008 توقفت نشاطات فرع الألعاب الرياضية. يوجد سبع بطولات للنادي في مستوى الدوري للمرة الأولى. جميع هذه البطولات ترتبط بفرع كرة القدم (الرجال والسيدات). فريق كرة القدم في نادي طرابزون سبور هو واحد من خمس أندية حصلوا على البطولة وهو أيضاً أول فريق حصل على البطولة خارج إسطنبول. إلى جانب ذلك يُعطي في الخمس بطولات الدوري السوبر نجم لنجم فريق الرجال وهو واحد من الفريق التركي. وطبقاً للدراسات، أن نادي طرابزون سبور لديه مشجعين يقترب معدلهم لأربعة في المائة في نطاق تركيا وبهذا المعدل قد وصلت  معطيات وهي أن هذا النادي هو النادي الرابع الأكثر تشجيعا في تركيا. منذ وقت طويل، نادي كرة القدم المعروف باسم طرابزون سبور في عام 2008 عن طريق شراء البيلا من فريق TB2L لأول مرة خارج كرة القدم حصلت إحدى الفِرق على حق الالتحاق بالتنظيم العالي والبطولي الثانية في الرياضة. خرجت سلة طرابزون سبور لدوري بيكو لكرة السلة (2010) بعد عامين بعد أن صعد للدوري الثاني. خططت طرابزون سبور تأسيس فريق موحداً أندية كرة اليد في المدينة، لكنها تنازلت عن هذا بعد ذلك. بعد ستة وعشرين عاماً من هذا الحدث (2010) بدأ اظهار فعالية في دوري السوبر بتركيا لكرة اليد رجال مضافاً لهيكل فريق كرة اليد 24 فبراير. وهكذا كونت كرة اليد رياضة الفريق الثالث التي اُجريت في النادي.

## نبذة تاريخية

قبل المباراة التي لعبها ايدمان جوجو و ايدمان اوجاغه الذان اسساسا فريق طرابزون سبور في عام 1951

### تأسيسه
الموضوع الرئيسي: كرة القدم في طرابزون
كانت بداية تطور كرة القدم في طرابزون عقب الحرب العالمية الأولى حيث لعبت المدارس الثانوية بالمدينة الدور الأساسي في ذلك في العشريناث من القرن الماضي فتأسس ناديين في المدينة هما نادي ايدمان أو جاغه عام 1921 ونادي ايدمان جوجو عام 1924.استمر التنافس بين هذين الناديين حتي تأسيس طرابزون سبور.
في فترة كرة القدم مابين 63-1962 قرر اورهان شرف اباك رئيس ا تحاد كرة القدم بتركيا في تلك الفترة تقوية بطولات تركيا واعطاء الدعم لفرق محافظات هذا البناء ولانشاء بطولات عالمية لنشر كرة القدم في جميع أنحاءالوطن. لكن، التنافس مستمر في طرابزون بين الفريقين ايدمان اوجاغه وايدمان جوجو، هذان الفريقان يمكنهما تشكيل فريق قوي معاً. ابلك]رئيساتحاد كرة القدم بتركيا في تلك الفترة تقوية بطولات تركيا واعطاء الدعم لفرق محافظات هذا البناء ولانشاء بطولات عالمية لنشر كرة القدم في جميع أنحاءالوطن. لكن، التنافس مستمر في طرابزون بين الفريقين ايدمان اوجاغه وايدمان جوجو، هذان الفريقان يمكنهما تشكيل فريق قوي معاً.علي الرغم من المباحثات التي اجريت، فانه لم يستمر اتحاد الفريقين لمدة طويلة تحت نفس اللون والمثل العليا.فخلافات الرأي الموجودة بالمناظرة التي جائت بهذا الحجم، أصبحت  تحقيقات قضائية في محل نقاش.رفض نادي ايدمان جوجو في عام 1966 الاتحاد مع نادي ايدمان أو جاغه وأسس «نادي شباب طرابزون» بألوان احمر-ابيض متحداً مع فريق كارادنيزجوجو.تولي رئاسة هذا النادي علي عثمان اولوسوي.فأصبح أسم الفريق بالوثائق الرسمية«طرابزون 1966» وكانت «طرابزون سبور 1966» مجموعة البطولة الثانية.طرابزون سبور1966 الذي حصل في العام الأول علي الفوز 10 نقاط لصالحه، التعادل والهزيمة نهي نتيجة الدعوة التي فتحها ايدمان اوجاغه لمجلس السيادة وجاء الي المجلس العام من جديد.تغير أسم النادي علي أن يكون «طرابزون سبور» لكي يلتحق الفريق بالبطولات في هذا المجلس العام.اضطر الناديين لاتخاذ خطوات جدية وذللك بالتحقيق والفريقان ايدمان جوجو وايدمان أو جاغه لن يدخلا البطولات ان لم يتحدا مع اولفي يانال المدير العام للتربية البدنية وذلك بنقصان المدة التي أعطاها الاتحاد.بعد المباحثات التي اجريت، اُنشأت طرابزون سبور بمشاركة ايدمان أو جاغه 2اغسطس عام 1967 بالاتحاد مع مارته سبور وكارا دنيز جوجو وأُعيدت لدوري الدرجة الثانية.

المباراة التي هَزم فيها ايدمان اوجاغه فريق BJK التي لعبها في الدوري الثاني عام 1965. ذلك الوقت الذي أظهر ان كرة قدم طرابزون هامة جداً. كما انه ليس من الممكن خلق صورة من لحظة الاتاوات الحرة.

### أول موظفي طرابزون
كان المدير الفني لنادي طرابزون سبور الذي أظهر فعالية في فرع كرة القدم لمدة طويلة أعتباراً من التأسيس هو خيري جور.ولد خيري جور في يمنوس عام1912.علي الرغم من ان اسمه الحقيقي خيرت الا انه كان يعرف بأسم خيري، مع هجرة السكان بين اليونان وتركيا[17] وتركيا[17] وتركيا استقر في ازمير-فوتشا.كان والد جور رئيس بلدة يمنوس الأخير.وبعد أن جاء جور الي أزمير، درس في مدرسة داخلية ثانوية وتخرج غازي من قسم التربية البدنية .عُين جور كمدرساً في طرابزون حيث انه تعلم اللغة الألمانية، والي جانب تدريس التربية البدنية قام بتدريس الموسيقي واللغة الألمانية والجغرافيا.تم تعينه في طرابزون[17][17] حصل علي جائزة في تدريب عسكري قام به في ايجة, وتسلم الجائزة من يد أتاتورك شخصياً.أهتم بفروع الرياضة الكثيرة، لعب في فرق كرة القدم المحلية في طرابزون وفي طرابزون سبور، فقام بالإدارة الفنية والتدريب واصبح أول مدير فني للفريق بعد تأسيس طرابزون سبور.حمل جور عندما بلغ من العمر 98 عاماً في شهر أبريل 2011 لقب عضو مجلس إدارة طرابزون الأكبر سناً حتي وفاته.نظراً لهذه الخاصية، زار بيته شنول جونوش المدير الفني لنادي طرابزون سبور في تلك الفترة قبل وفاته بعدة شهور.و في الأسبوع الذي توفي فيه جور قام لاعبي طرابزون سبور بارتداء شرائط سوداء في أيديهم وأيضاً في مباراتهم أمام فريق بشيكتاش.وبعد وفاته قاموا باعطاء اسمه لصالة رياضية التي سيلعبوا فيها مباراة كرة سلة طرابزون والتي تقام في طرابزون بليتلي.لكن، توفي جور الشخص الذي قدم ايضاح أسم استاد حسين عوني عَكِر الذي لعب مباريات طرابزون سبور.قدم في الاجتماع الذي أجُري لتسمية النادي اعطاء الاستاد اسم عوني عكر معلم التربية البدنية في طرابزون ونائب رئيس مديرية الشباب والرياضة في تلك الفترة الذي وجد اسهامات هامة لبناء الاستاد.فأصبح أول رئيس لنادي طرابزون سبور هو علي عثمان اولوسوي.
إذا كان الفريق الذي تأسس عام 1966 وزع بقرار من دانشتاي فأن اولوسوي وجه مهمة رئاسة الفريق الذي تأسس بعد المجلس العام الي رفعت دادا اغلو.دادا اغلو الذي جاء لمهمة رئاسة الفريق من جديد بعد ان ترك أولوسوي الرئاسة عام 1970 قام برئاسة مجلس إدارة طرابزون سبور لاحدي الفترات وتوفي 6 نوفمبر عام 2004.

### متحف شامل ايكينجي

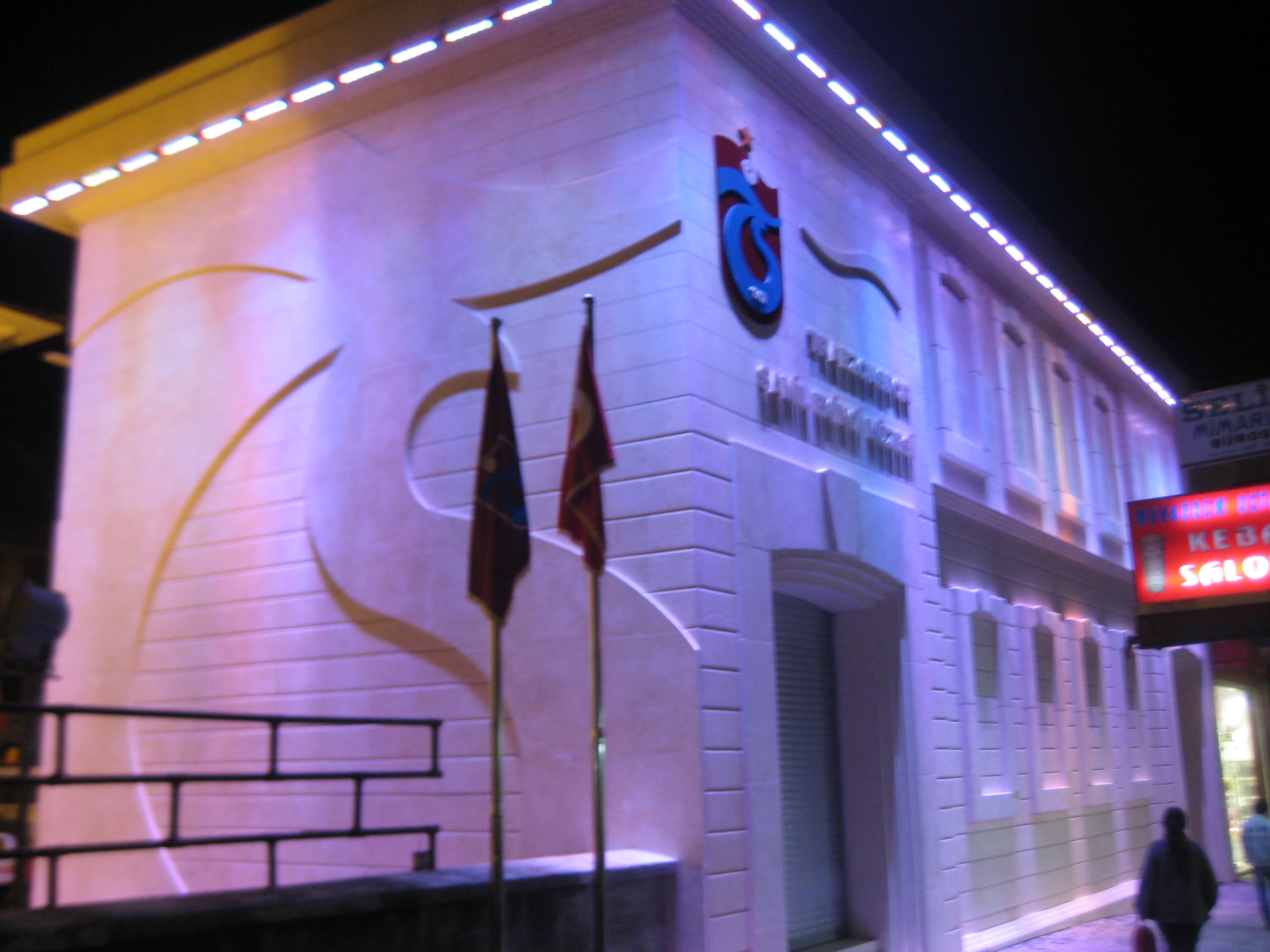
منظر من متحف شامل ايكينجى

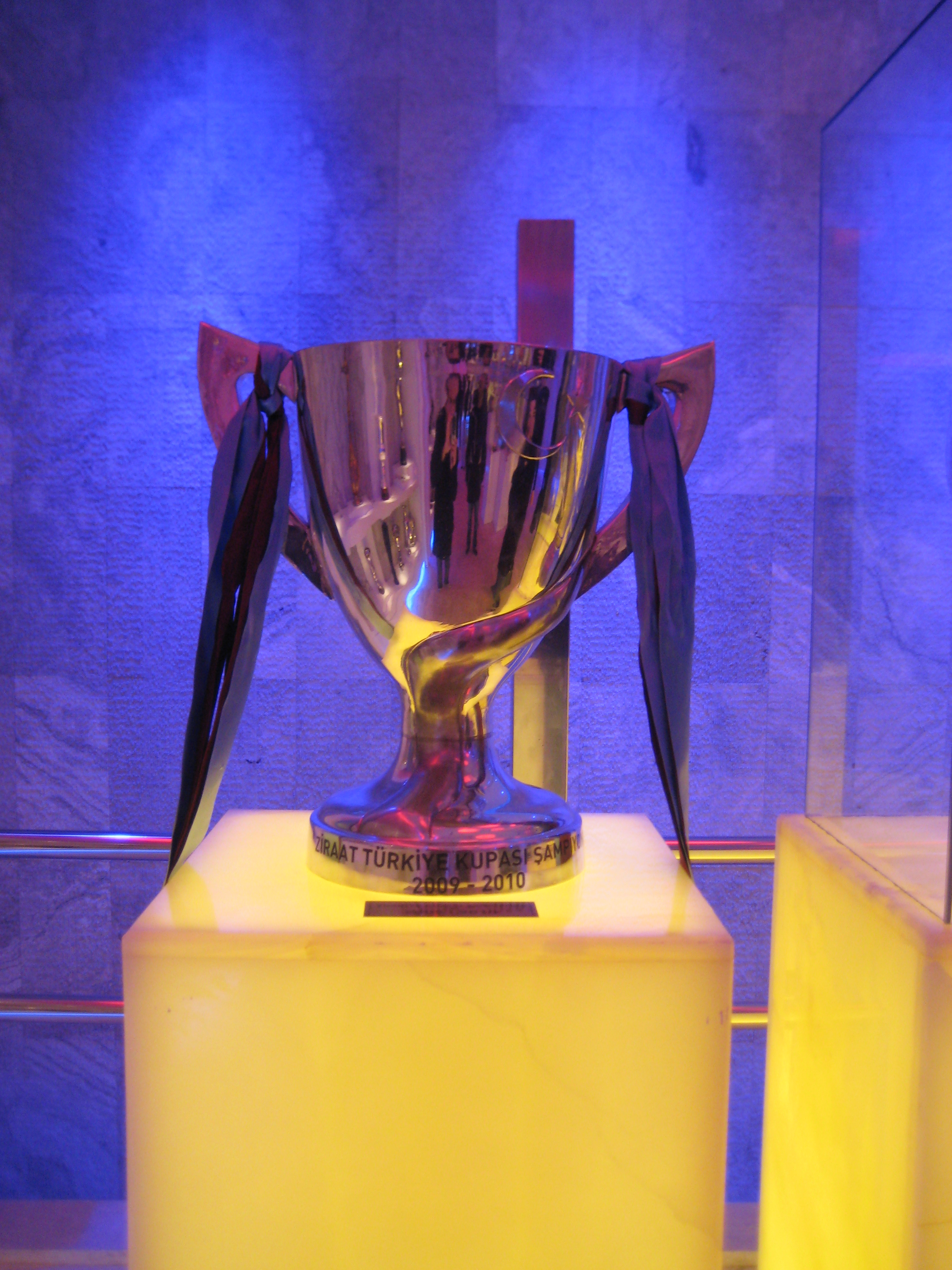
كأس تركيا 2010 الذي عرض في متحف شامل ايكينجي و الذي حصل عليه طرابزون سبور في اورفا

الموضوع الرئيسي:متحف شامل ايكينجي
متحف شامل ايكينجي, هو متحف رياضي له مكانة في تاريخ طرابزون سبور والذي افتتح بأسم متحف طرابزون سبور للخدمة 23 سبتمبر عام 1996.وصل المتحف الي اسمه المعاصر بقرار اُتخذ عام 2008.المتحف الذي خدم الجزء الخلفي لمبني صدري شنر الاجتماعي قبل ذلك، جاء للخدمة في الطابق الثاني لمبني صدري شنر الاجتماعي بعد ذلك.بدأت الجهود لخدمة المتحف الذي يوجد به مايقرب الي 600 ميدالية ومواد تاريخية اّخري في احدي المباني مع المشروع الجديد الذي يُنشأ.أكتملت الجهود 2 فبراير عام 2010 وفي نفس اليوم دخل المتحف الخدمة في المبتي الجديد. متحف شاميل اكينجي مفتوح للزيارة كل يوم داخل الأسبوع فيبدأ ميعاد الزيارة في تمام الساعة التاسعة صباحاً وينتهي في تمام الساعة الخامسة ونصف مساءً، اما يوم السبت فيبدأ ميعاد الزيارة في تمام الساعة الحادية عشر صباحاً وينتهي في تمام الساعة الخامسة مساءً.يوجد في المتحف عدد 6 ميداليات بطولة في الدورة الاولي, وعدد 8 ميداليات تركيا, وعدد7 ميداليات من رئاسة الجمهورية, وعدد 5 ميداليات من رئاسة الوزراء, وكأس السلام القبرسية, كما حصل علي كأس السوبر  TFF[32] TFF[32] TFF, وأيضاً كأس  TB2L[33] TB2L[33] TB2L وحصل علي ميدليات أكثر من ذلك. لكن، اُعطي في المتحف مكانة للمواد مثل الكأس النصفي الذي يعود للفترات فبل تأسيس طرابزون وللتمثال النصفي والعلم الذي أهداه ل ايدمان أو جا غه.

### النصب التذكاري
يوجد في طرابزون ثلاث نُصب تذكارية في تاريخ طرابزون سبور، اثنان منهم في وسط المدينة والثالثة في محافظة سورمانا.
• نُصب طرابزون سبور التذكاري : هو نصب تذكاري افتتح 26 نوفمبر عام 2008 بالتحاق فولكان شانلي اغلو
رئيس البلدة في ذلك الوقت وطول النصب التذكاري 200 متر وهو موجود خلف استاد عوني عكر.
• حديقة طرابزون سبور : اُفتتحت هذه الحديقة 2 أغسطس عام 2010 بشعار «الحب من أجل هوءلاء الذين ماتوا» وبداخلها أيضاً يُعطي مكانة لنصب طرابزون سبور.
• نصب طرابزون سبور التذكاري في سورمانا : هو نصب طرابزون سبور التذكاري الذي أقيم في 12 مايو 2010 في سورمانا من قبل البلدة.

## الألوان
كانت الألوان أيضاً من أحد المشاكل الهامة في مرحلة تأسيس طرابزون سبور. فرق ايدمان اوجاغه وايدمان جوجو التي شكلت هيكل الفريق ارادت الوانها للفريق. لكن أعطي ألوان أحمر-أبيض لطرابزون سبور لعام 1966 الذي ألغي بقرار من دانشتاي والمؤسس في قيادة ايدمان اوجاغه عام 1966. ولكن مع اتحاد الفريقين (ايدمان أو جاغه وايدمان جوجو) اتخذ قرار بالحاجة الي إيجاد الألوان الجديدة علي ان تكون الأحمر-الأزرق.
لو كانت ألوان فريق طرابزون سبور مطابقة للمواصفات فأنها لو أُخذذت بأختيار الفريقيين بنفس اللون أو انها أخذت اللون الارجواني واللون الأزرق الغامق كرمز لفريق طرابزون.أخذ طرابزون سبور من استون فيلا وهو أحد الاندية الناجحة في إنجلترا التي تأسست في تلك الفترة.بينما جاء شاميل أكينجي الرئيس السابق للنادي وجلب الزي الرسمي لفريق استون فيلا سعي لتعليق شعار نادي طرابزون سبور علي الزي الرسمي لأستون فيلا وذلك في السنوات الاولي لنادي طرابزون سبور. ولهذا السبب فأن اللون الازرق الذي يكون أحد ألوان نادي طرابزون سبور يكون أزرق فاتح. ونتيجة لذلك، فأن تصميم الزي باللون الأزرق الغامق لتلك فترة تسبب  لردة فعل أحدي الجماعات. استخدم اللون البرتقالي كبديل لطرابزون سبور حتى عام 2010. أُعطي قرار بعدم استخدام اللون الرمادي كبديل للون الارجواني حيث أن هذا القرار أُتخذ عام 2010.

## الشعار
استخدم طرابزون سبور شعار الفريق وذلك بكتابته باللون الأزرق مع اتحاد حرفين على أن يكون اختصار الفريق TS. يوجد تعبير 1967 وهو عام تأسيس الفريق في نقطة اتحاد الحرفين T,S. الشكل الأعلى يمثل فروع الرياضة حول عبارة T,S، وأما الشكل الرئيسي يكون في شكل مستطيل وتوجد نجمة باللون الأصفر التي توضح البطولات الستة للفريق. وقد سُجل الشعار باسم النادي في 16 مايو عام 2003.

## فرع كرة القدم

### السنوات الأولى
فريق كرة القدم طرابزون سبور الذي تكون تحت رعاية طرابزون عام 1967 بدأ في مواجهة الدوري الثاني الأبيض في الموسم 1967-1968. انتهى طرابزون سبور الذي التحق في العام الأول بدوري المحترفين في العام الأولي بالحصول على المركز السادس بعد فريق بولوسبور. أكمل الفريق البطولة الرابعة بعد عامين و أصبح في الدورة الثامنة بعد عام. طرابزون سبور الذي واجه المجموعة الحمراء في الموسم 1971-1972 لم يخرج لبطولة كرة القدم التركية ولكنه كان متصدراً بنقتطين. طرابزون سبور الذي عاش نفس المصير مرة أخرى بعد عام على الرغم من حصوله على نقطة مع فريق كيسرسبور خسر دخوله الدورة الثانية. طرابزون سبور الذي انهى في المرة الأولى أخذاً فرق أهداف بستة نقاط ضد منافسه سكارياسبور الأقرب في المجموعة الحمراء عندما جاء الي موسم 1973-1973 ارتفع لدوري كرة القدم التركيا أيضاً إذا خسر مباراة البطولة التي لعبها مع زونجولداك سبور.لاعبي الفريق الذين حصلوا علي البطولة بعد ذلك مثل نجيم براكلي , شنول جونش و جميل اسطا بدأوا في تلك السنوات أخذ مكانة في طاقم العاملين.

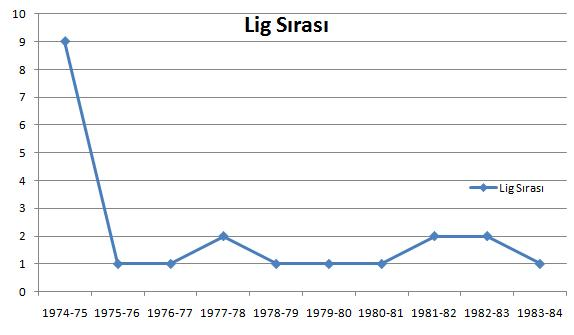
جدول يبين مواقع التي اكتسبها طرابزون سبور في الدوري. بين 1974-1984

### فترة البطولات
أكمل طرابزون سبور في الموسم الأول 1974-1975 لدوري كرة قدم تركيا التي لعب فيها لأول مرة حاصلاً علي 9 نقاط من 30 نقطة. و الي جانب ذلك فأن طرابزون سبور الذي نجح في الوصول الي نهائي كأس تركيا أكتفي بالمركز الثاني بهزيمته 2-0 علي الرغم من فوزه علي أرضه ضد بشيكتاش.
طرابزون سبور 1975-1976 وصل الي القيادة بعد مباراة فنيرباهتشاه و التي فاز فيها بواحد صفر و التي لعبها في طرابزون حافظ علي هذه القيادة حتي نهاية الموسم. طرابزون سبور بينما ابتعد عن البطولة بفارق ثلاثة أهداف أمام فريق فينيرباهتشاه حاصلاً علي 43 نقطة للفريق تحت قيادة احمد سوات اوزيازهجه أصبح فريق الأناضول الأول الذي حصل علي بطولة دوري تركيا.
عاش طرابزون سبور بطولة الدوري للمرة السادسة داخل هذه العملية من موسم 1975-1976 و هو البطولة الاولي حتي موسم 1983-1984. طرابزون سبور الذي خرج من البطولة بفرق درجتين في الموسم 1982- 1983و أيضاً موسم 1981-1982 و موسم 1977-1978 الماضي فاز بالبطولة الاخيرة في موسم 1984-1985 التي انهاها ب5 نقاط أمام فنيرباهتشيه. نجمي باراكلي الذي أحرز 18 هدف في موسم 1976-1977 سجل أول هدف في دوري كرة قدم تركيا بطرابزون. أما شنول جونش حارس المرمي الذي لم يدخل مرماه أي هدف في مبارايات الدوري التي خادها ما بين 17 سبتمبر 1978 و 18 فبراير 1979 و الحارس الذي لم يدخل أيضاً مرماه أي هدف لأطول فترة في الدورياي التركيا أصبح الحارس العالمي الخامس عشر الذي لم يدخل مرماه أي هدف و علاوة علي ذلك فأن طرابزون سبور فازت بكأس السلام القبرسية ة كأس رئاسة الوزراء ثلاث مرات و كأس الجمهورية ثلاث مرات و كأس تركيا ثلاث مرات. إذا كانت البطولات الاربعة تحت حكم اوزكان سومر الذي حصل علي بطولتين فأن طرابزون سبور جائت في فترة إدارة احمد سوات اوزيازجه الفنية و هو مستشاراً لكرة قدم طرابزون سبور.

### فترة ما بين 1984-1996
أكمل طرابزون سبور المواسم من 1984 حتي 1994-1995 وكان ترتيبه ما بين الدرجة الثالثة و السابعة. طرابزون سبور الذي ذهب لبناء طاقم جديد تراجع للخلف بعشر نقاط في الاسابيع العشرة الاولي 1992-1993 في فترة جورج ليكانس المدير الفني, لم يفُز في أي مباراة في الاسابيع الستة، عاش فترتاً من أسوء الفترات في تاريخ طرابزون سبور ولكن مثل اونال كارامان (أصبح كابتن المنتخب الوطني)و تولوناي كافكاس الذين جُلبوا للفريق في تلك الفترة حصلوا علي مكانة ما بين أول عشر أسماء لا تتغير في طاقم طرابزون وهو داخل سباق البطولة مرة أخرى والذي أنهى البطولة الثانية في أعوام 1994-1995 و 1995-1996 في تلك الفترة أصبح طرابزون سبور واحداً من أنجح الأندية وحصل على كأس الرئاسة في أعوام 1985 و1994 وكأس الجمهورية 1995 وكأس تركيا 1992 و1995.

### آثار موسم 1995-1996 والسنوات اللاحقة

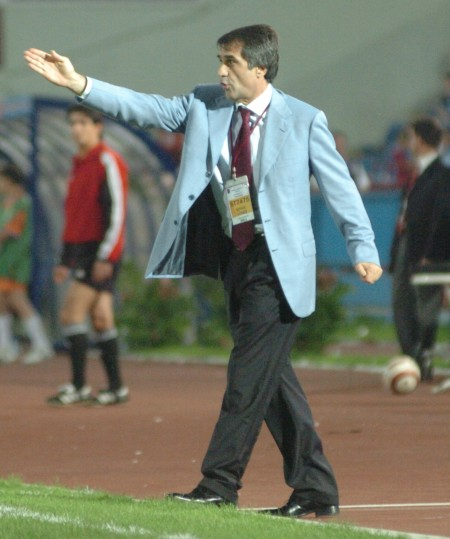
شينول غونيش الذي خدم طرابزون سبور والمنتخي التركي كلاعباً و مديراً فنياً

جاء شينول غونيش علي رأس الفريق مع نهاية موسم 1993-1994 وهو يعمل مع استمبول سبور. وأضيف إلى الطاقم لاعبين مثل شوتا ارفالدافيه و ارتشيل ارفالدافيه بجانب لاعبين مثل هامي ماندراليه اللاعب الذي أحرز 218 هدفاً بزي طرابزون سبور. أحرز شوتا الذي التحق بالفريق هدفاً مهماً في السنة الاولي. طرابزون سبور الذي فاز بكأس تركيا وكأس الجمهورية والذي ضم البطولة إلى بشيكتاش 1994-1995 فقد البطولة قبل اسبوعين من انتهاء المباراة منهزماً 2-1 لصالح فريق فنيرباهتشاه مع أهداف أيكوت كوجامان و أغوز جتين التي أجريت في استاد عوني عكر في مايو 1996 في موسم 1996-1995. دُعمت بالوثائق من قبل سي ان ان التركية 2008 تائثيرات فقدان البطولة بعد هزيمة طويلة للفريق. إذا كان الفريق قد فاز بكأس رئاسة الوزراء في نفس العام فانه قد استمرت تاثيرات البطولة التي هُزمت الي الموسم الذي تلاه. وبحلول أوائل عام 2000، تم إجراء تغييرات كبيرة في الفريق. تم توقيع عقد مع اللاعبين المدفوعة اجورهم وذلك بشهادة عالية مثل رونا لانجا و كافين جامبيلا و جان جاك ميسي-ميسي مرسلاً من الفريق لاعبين مثل عبد الله ارجان و أوجون تميز كان اغلو و تولوناي كافكاس. علي الرغم من الأموال التي انفقت عليهم الا انهم لم يكونوا ناجحين في طرابزون سبور.

### سنوات ما بعد الـ2000
تعد سنوات ما بعد الألفين من أنجح الفترات لطرابزون سبور. عاش الفريق في موسم 2001-2002 أسوء الفترات في تاريخ طرابزون سبور ناهياً الدوري 14. لكن انتهي هذا الموسم علي انه أكثر موسم انهزم فيه و أكثر موسم حقق فيه أهداف. بعد هذا الموسم فأن اوزكان سومر الرئيس في تللك الفترة اتخذ قرار بأعادة البناء من جديد جالباً سامت أي بابا للإدارة الفنية. نقلت الأسماء الأجنبية مع بعضهم البعض الي هيكل الفريق الجديد مثل إبراهيم ياتارا لاعب كرة القدم الاجنبي الذي ارتدى الزي الرسمي لفترة طويلة والذي كان ملك التمريرات في فريق طرابزون سبور واللاعب مايكل بيتكوفيتش. بينما كان سامت أي بابا داخل طاقم اللاعبين الذين التحقوا بالبناء التحتي للنادي جوك دنيز, كارادينيز فاتح ولأجل تجديد طاقم الفريق , استقل بلاعبي كرة القدم مثل هامي مانديراليه و اورهان اتشكيريه كتشيه. فاتح تاككا الذي أحرز 31 هدف في موسم 2004-2005 أصبح مللك الهدف. هذا الهيكل المؤسس حصل علي كاس تركيا في مواسم 2002-2003 و 2003-2004, و أصبح الثاني بعد فريق فنيرباهتشاه في هذين الموسمين وحاول أن يبذل أقصى جهده ليصل إلى البطولة حتى نهاية الموسم في 2003-2004 و 2004-2005.

## وصلات خارجية
- (بالتركية) الموقع الرسمي
- (بالتركية) [news http://www.tshaberler.com/]